# Günther Herrmann
Günther Herrmann (Trier, 1939. szeptember 1. – 2023. július 22.) nyugatnémet válogatott német labdarúgó, középpályás, csatár.

## Pályafutása

### Klubcsapatban
Az Eintracht Trier csapatában kezdte a labdarúgást, ahol 1956-ban mutatkozott be az első csapatban. 1958 és 1963 között a Karlsruher SC labdarúgója volt. 1963-ban a Schalke 04-hez igazolt, de 1967-ben visszatért a karlsruhei csapathoz, ahol egy idényen át játszott. 1968 és 1975 között a svájci FC Sion labdarúgója volt.

### A válogatottban
1960 és 1967 között kilenc alkalommal szerepelt a nyugatnémet válogatottban és egy gólt szerzett. Részt vett az 1962-es chilei világbajnokságon a csapattal.

## Sikerei, díjai
Karlsruher SC
- Nyugatnémet kupa (DFB-Pokal)
  - döntős: 1960

 FC Sion
- Svájci kupa
  - győztes: 1974

## Statisztika

### Mérkőzései a nyugatnémet válogatottban
| NSZK | NSZK                 | NSZK                                   | NSZK           | NSZK     | NSZK           | NSZK         | NSZK  | NSZK    |
| #    | Dátum                | Helyszín                               | Hazai          | Eredmény | Vendég         | Kiírás       | Gólok | Esemény |
| ---- | -------------------- | -------------------------------------- | -------------- | -------- | -------------- | ------------ | ----- | ------- |
| 1.   | 1960. október 26.    | Belfast, Windsor Park                  | Észak-Írország | 3 – 4    | NSZK           | vb-selejtező | -     |         |
| 2.   | 1960. november 23.   | Szófia, Vaszil Levszki Nemzeti Stadion | Bulgária       | 2 – 1    | NSZK           | barátságos   | -     |         |
| 3.   | 1961. március 26.    | Santiago, Estadio Nacional de Chile    | Chile          | 3 – 1    | NSZK           | barátságos   | 1     | 12'     |
| 4.   | 1961. május 10.      | Nyugat-Berlin, Olimpiai Stadion        | NSZK           | 2 – 1    | Észak-Írország | vb-selejtező | -     |         |
| 5.   | 1961. szeptember 20. | Düsseldorf, Rheinstadion               | NSZK           | 5 – 1    | Dánia          | barátságos   | -     |         |
| 6.   | 1961. október 8.     | Varsó, Lengyel Hadsereg Stadionja      | Lengyelország  | 0 – 2    | NSZK           | barátságos   | -     |         |
| 7.   | 1961. október 22.    | Augsburg, Rosenaustadion               | NSZK           | 2 – 1    | Görögország    | vb-selejtező | -     |         |
| 8.   | 1967. február 22.    | Karlsruhe, Wildparkstadion             | NSZK           | 5 – 1    | Marokkó        | barátságos   | -     |         |
| 9.   | 1967. március 22.    | Hannover, Niedersachsenstadion         | NSZK           | 1 – 0    | Bulgária       | barátságos   | -     |         |
|      | Összesen             |                                        |                | 9        | mérkőzés       |              | 1     | gól     |